# Yutaro Hakamata
Yutaro Hakamata (袴田 裕太郎 Hakamata Yūtarō?, Shizuoka, 24 de junio de 1996) es un futbolista japonés que juega como defensa en el Roasso Kumamoto de la J2 League.

## Trayectoria
En 2019 se unió al Yokohama FC, en ese momento equipo de la J2 League. Estuvo dos años en el club antes de marcharse a finales de 2021 al Júbilo Iwata, que a mitad de la temporada lo cedió al Omiya Ardija. Siguió jugando en este equipo la campaña siguiente y en 2024 fichó por el Tokyo Verdy. Disputó ocho partidos en su primer año, en los que marcó dos goles en la Copa del Emperador, y para 2025 fue cedido al Roasso Kumamoto.

## Clubes
| Club                     | País  | Año       |
| ------------------------ | ----- | --------- |
| Yokohama FC              | Japón | 2019-2021 |
| Júbilo Iwata             | Japón | 2022      |
| Omiya Ardija (cedido)    | Japón | 2022      |
| Omiya Ardija             | Japón | 2023      |
| Tokyo Verdy              | Japón | 2024-     |
| Roasso Kumamoto (cedido) | Japón | 2025-     |